# Lithobates bwana
Lithobates bwana es una especie de anfibio anuro de la familia Ranidae.

## Distribución geográfica
Esta especie habita entre los 300 y 700 m de altitud en la cuenca del río Chira en la depresión de Huancabamba:
- en el norte de Perú en la región de Piura;
- en Ecuador en la provincia de Loja.[4]

## Etimología
Esta especie lleva el nombre en honor a James Ray Dixon, apodado por sus estudiantes y colegas "Bwana Jim"

## Publicación original
- Hillis & de Sá, 1988 : Phylogeny and taxonomy of the Rana palmipes group (Salientia: Ranidae). Herpetological Monographs, vol. 2, p. 1-26[5]